# Povia
 Giuseppe Povia (n. 19 noiembrie 1972, Milano, Italia), cunoscut ca Povia, este un cantautor italian.